# 薛阇干
薛阇干（?—?），元朝大臣，又名薛彻坚、薛彻干，元世祖时中书平章政事。
元世祖至元二十三年（1286年）六月丁巳，出任中书省平章政事。阿必失合、参政秃鲁花建议征日本所造船给沿海居民运稂，薛阇干等奏海边运粮四年，共一百万石，至京师八十四万石，不到的十七万石。至元二十四年（1287年）十月丙戌，担任辽阳等处行尚书省平章政事。跟随元世祖征讨乃颜、哈丹秃鲁干，多次击败叛军。至元二十七年（1290年），哈丹秃鲁干逃到高丽，他奉命和乃蛮带率军分驻要地围堵。至元二十八年（1291年），彻里帖木儿帅军入高丽，与哈丹秃鲁干子老的战于鸭绿江上，失利。薛阇干、乃蛮台和阇里帖木儿等人率军进入高丽，以伯帖木儿为先锋。二月，薛阇干至高丽青州。哈丹秃鲁干至王京，薛阇干击败攻灭哈丹军。